# Nordwestsächsische Senke

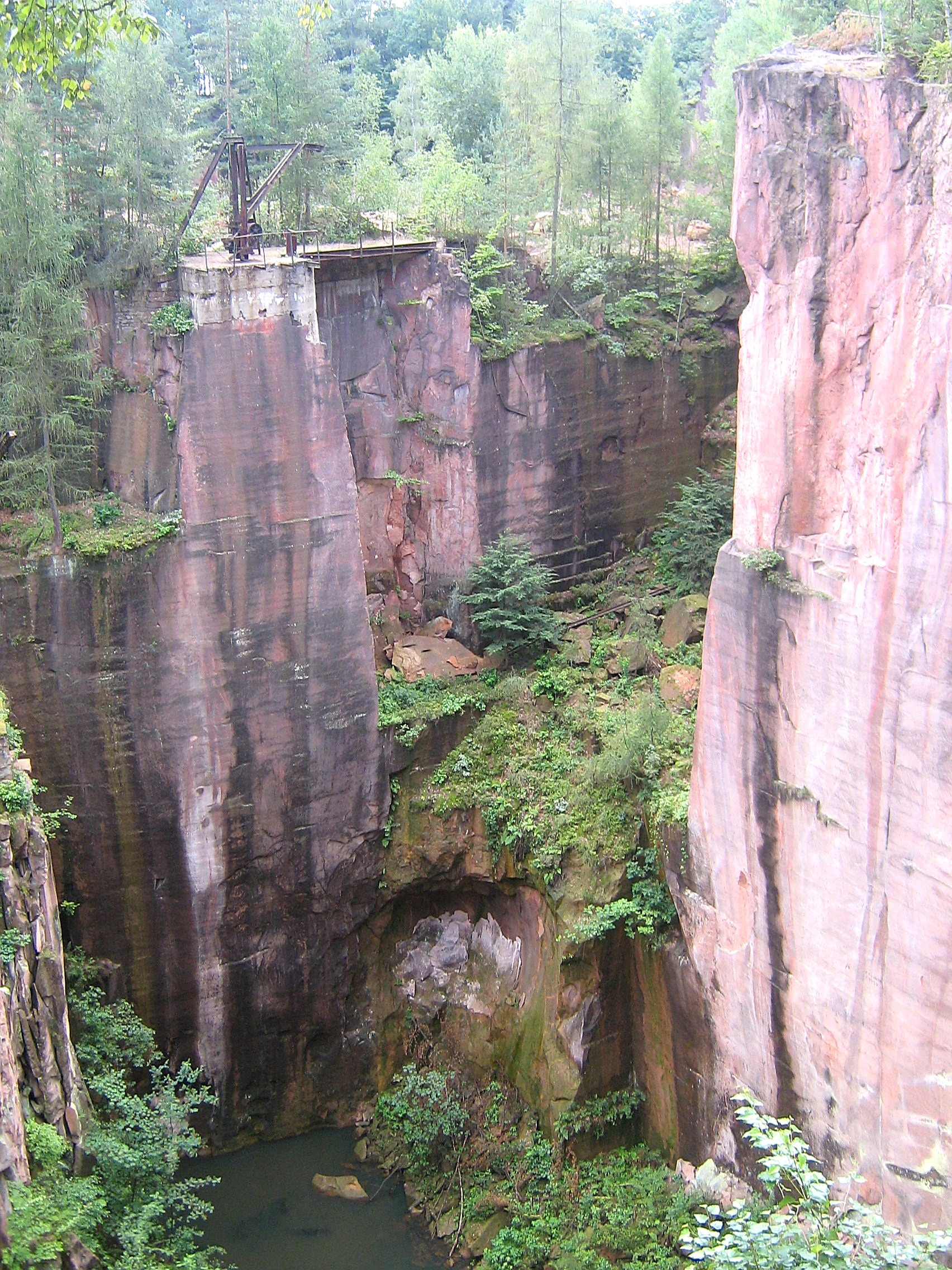
Alte Steinbrüche im Rochlitzer Porphyr (Rochlitz- oder Oschatz-Formation) am Rochlitzer Berg bei Rochlitz, Sachsen

Der Begriff Nordwestsächsische Senke bezeichnet in der Geologie ein im Perm angelegtes, intramontanes Sedimentbecken in Sachsen, das überwiegend Rotliegend-Ablagerungen enthält. Die Rotliegend-Folge ist durch einen hohen Anteil vulkanoklastischer und auch intrusiver und extrusiver Vulkanite gekennzeichnet, die unter anderem den „Rochlitzer Porphyr“ beinhalten, einen seit Jahrhunderten verwendeten Werkstein. Aus den Intrusivgesteinen entstanden durch Verwitterung Kaolin-Lagerstätten, aus denen u. a. auch die Staatliche Porzellan-Manufaktur Meissen ihr Kaolin bezog. Auch heute noch stammt etwa ein Drittel des in der Gesamtmasse der etwa 550.000 t in Deutschland produzierten Hart- und Sanitärporzellans enthaltenen Kaolins aus dem Kemmlitzer Revier zwischen Leipzig und Meißen.

## Lage
Die Nordwestsächsische Senke nimmt ganz grob ein Gebiet ein, das im Westen vom Altenburger Sattel (westlich von Rochlitz, südlich von Borna), bis etwas südlich und östlich von Oschatz im Osten und bis nördlich von Eilenburg reicht. Flächenmäßig umfasst es etwa 2000 km². Naturräumlich entspricht sie im Wesentlichen dem Nordsächsischen Platten- und Hügelland, kleineren Teilen des Leipziger Landes und dem Mittelsächsischen Lösshügelland.

## Geologie
Die Nordwestsächsische Senke liegt großflächig auf den variskisch angelegten tektonischen Großeinheiten des Nordsächsischen Synklinoriums und des Nordsächsischen Antiklinoriums auf, im Kreuzungsbereich größerer Störungssysteme, die auch für den für dieses Becken charakteristischen Vulkanismus verantwortlich sind. Sie wird im Wesentlichen von SW-, NO- sowie von SO-NW-streichenden Störungen begrenzt. Sie enthält bis zu 1450 m terrestrische und pyroklastische Sedimente sowie Laven und Intrusiva (additive Mächtigkeit).

## Gliederung der Schichtenfolge

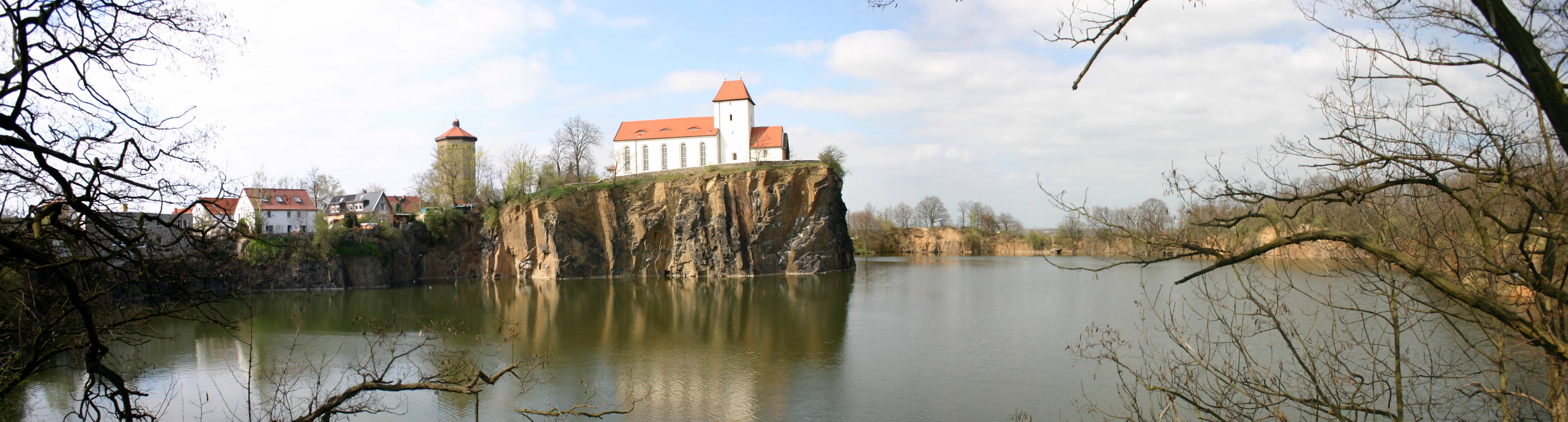
Steinbruch im Beuchaer Granitporphyr (Wurzen-Formation) bei Beucha, Sachsen

Die Gliederung der Schichtfolge und die Abfolge einiger Schichtglieder wird zum Teil immer noch diskutiert. Sie wird in das Unterrotliegend gestellt, das Oberrotliegend fehlt. Die früher in das Rotliegend gestellten Grobklastika in der Nähe von Frohburg und Geithain werden heute als terrestrische Äquivalente des Zechsteins betrachtet. Die hier benutzte Gliederung der Schichten in der Nordwestsächsischen Senke folgt der „Geologie von Sachsen“:
- Wurzen-Formation, etwa 600 m extrusive und intrusive Vulkanite (Andesitoide und andesitoide Pyroklastika)
- Oschatz-Formation, etwa 150 bis 250 m mächtige Vulkanite (Laven und Pyroklastika), limnisch-fluviatile, tuffitische Sand-, Silt- und Tonsteine, Fanglomerate, Konglomerate und sogenannte Brandschiefer[ANM 1] sowie lakustrine Schwarzschiefer
- Rochlitz-Formation, ca. 400 m Ignimbrite
- Kohren-Formation, ca. 150 bis 200 m, tuffitische Silt- und Sandsteine, Fanglomerate, Tuffe, Vulkanite (Laven und Ignimbrite)

## Wirtschaftliche Bedeutung
Die Nordwestsächsische Senke und deren Rotliegendsedimente sind wirtschaftlich vor allem durch die an vielen Stellen in unterschiedlichen Niveaus abgebauten Werksteine bekannt geworden. Im 19. Jahrhundert wurden auch die so genannten „Brandschiefer“ abgebaut. Es gab auch Abbauversuche auf geringmächtige Kohleflöze. In der Mitte des 20. Jahrhunderts wurde die Sediment-Füllung durch die SDAG Wismut auf ihre Uranhöffigkeit untersucht, allerdings erfolglos. Der „Kemmlitzer Porphyr“ wird als Edukt für die mächtigen Kaolin-Vorkommen in Baderitz und Kemmlitz interpretiert. Aus Baderitz bezog die Staatliche Porzellanmanufaktur Meißen ab etwa 1840 ihr Kaolin.